# Черноголовый ягодоед
Черноголовый ягодоед (лат. Carpornis melanocephala) — вид птиц рода ягодоеды семейства котинговых. Подвидов не выделяют. Распространён в Южной Америке. Этот вид был впервые описан немецким натуралистом Максимилианом Вид-Нойвидом в 1820 году под латинским названием Procnias melanocephalus.

## Описание
Общая длина около 21 см. У самцов голова, шея и горло чёрного цвета. Верхняя часть тела оливкового цвета. Грудь оливковая, а брюхо желтоватое с небольшими тёмными полосами. Клюв тёмный, радужная оболочка красная. У самок макушка и бока головы оливковые.

## Распространение
Он обитает по всей восточной Бразилии, местами в Алагоасе и от юга штата Баия вдоль атлантического побережья до северо-востока Параны. Встречается на высоте до 800 м над уровнем моря.